# 同類交配
同類交配（どうるいこうはい、英: Assortative mating）は、交配パターンの一つで、類似の表現型を有する個体同士が、任意交配で予想されるよりも、頻繁に相互に交配するという性的選択の一形態。体の大きさや肌色のような表現型に類似性があることや、年齢が近いことなどが例である。肯定的同類交配または同型接合とも呼ばれる同類交配は、家族内の遺伝的関連性を増加させることができる。同類交配は、似ていない遺伝子型および/または表現型が異なる個体が、任意交配で予想されるよりも頻繁に交配するという、異型交配（否定的同類交配または異型接合としても知られている）の逆の概念である。異型交配は、家族内の遺伝的類似性を低下させる。同類交配は、異型交配よりも頻繁に発生する。どちらの場合でも、非任意交配パターンは、ハーディー・ワインベルクの法則からの典型的な逸脱をもたらす。

## 原因

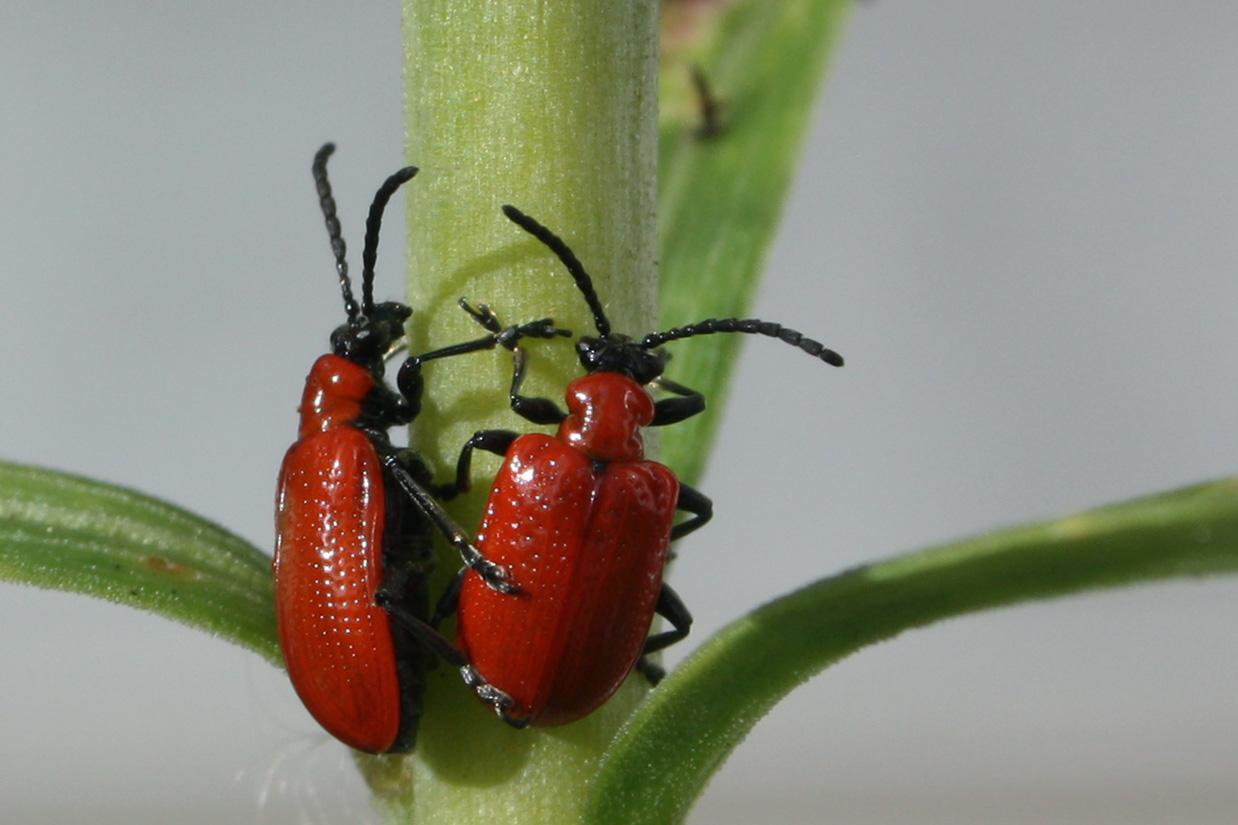
ハムシ

同類交配現象についてはいくつかの仮説が提唱されている。同類交配は、多種多様な要因から進化してきた。
体の大きさに関する同類交配は、同性の競争の結果として生じ得る。いくつかの種では、大きさは女性の生殖能力と相関する。したがって、男性はより大きな女性と交尾することを選択するが、小さな男性はより大きな男性に敗北する。その結果、同じ大きさの男女が交尾する。このタイプの同類交配を示す種の例には、ハエトリグモのPhidippus clarusおよびハムシのDiaprepes abbreviatusが挙げられる。他のケースでは、大きな女性は自分より小さな男性の求愛の試みに抵抗することに優位であり、最も大きい男性だけが大きな女性と交尾することができる。
同類交配は、社会的な競争の結果として生じることがある。
特定の個体の体質は、その体質を利用することで最良の縄張りを占めることを可能にする競争能力を示し得る。その個体と同様の体質を有する別の個体は、同様の縄張りを占めることに優れているので、互いに接近する可能性が高まり、より交尾しやすくなる。このシナリオでは、同類交配は必ずしも選択から生じるのではなく、物理的な接近によって生じる。この理論はチャカタルリツグミの同類交配現象で注目されているが、これが本種において体色に関する同類交配をもたらす主要な要因であるという明確な証拠はない。ある種において、複数の要因が同時に適用された結果、同類交配が起こることもある。